# Prospekthaftung
Prospekthaftung ist im Wertpapierrecht die Haftung des Emittenten oder Bankenkonsortiums für die Verletzung von Informationspflichten im Zusammenhang mit dem Vertrieb von Kapitalanlageprodukten bei Wertpapierprospekten.

## Allgemeines
Rechtsgrundlagen der Prospekthaftung sind insbesondere das Vermögensanlagengesetz oder das Kapitalanlagegesetzbuch, worin die prospektpflichtigen Emissionen und gegebenenfalls das Konsortium für entstandene Schäden haften, sofern der Emissionsprospekt eines Wertpapiers oder eines geschlossenen Fonds unwahre oder irreführende Angaben zum Nachteil von Käufern der Neuemission enthält. Dies war in Deutschland unter anderem zunächst im Börsengesetz und zwischenzeitlich im Verkaufsprospektgesetz geregelt. Mittlerweile ist die von der allgemeinen bürgerlich-rechtlichen Prospekthaftung zu unterscheidende spezialgesetzliche Prospekthaftung im Vermögensanlagengesetz sowie im Wertpapierprospektgesetz verankert. Während die Prospekterstellung und die aufsichtsbehördliche Billigung von Prospekten unionsrechtlich vollharmonisiert sind, ist das zivilrechtliche Haftungsregime weiterhin weitgehend durch nationales Recht geregelt. Die nachstehenden Ausführungen berücksichtigen vornehmlich die deutsche Rechtslage.

## Prospekthaftung nach deutschem Recht
Der Prospekt dient dazu, Anlegern am Kapitalmarkt alle Informationen über den Wertpapieremittenten zu geben, die dieser benötigt, um ein zutreffendes Urteil über den Emittenten und die Wertpapiere zu fällen. Um dies sicherzustellen, schuf der Gesetzgeber neben Bußgeldvorschriften die Prospekthaftung, kraft derer diejenigen, die ein Prospekt herausgeben oder in anderer Weise zu verantworten haben, für unvollständige oder unrichtige Angaben haften. Diese Prospekthaftung erstreckt sich über mehrere Gesetze. Der Umfang der Prospekthaftung ist sehr weit gestaltet worden: Es haften Gründer, Initiatoren, Hintermänner, die übrigen Garanten des Prospekts, ggf. auch Treuhänder, allerdings nicht die Beiratsmitglieder.

### Wertpapierprospektgesetz
Eine Prospekthaftung enthält das Wertpapierprospektgesetz. Dessen Anwendungsbereich ist nach Maßgabe der Prospektverordnung für Prospekte eröffnet, die dem öffentlichen Angebot von Wertpapieren oder deren Zulassung zu einem geregelten Markt dienen. Für letztgenannte Prospekte enthält § 9 WpPG einen Anspruch auf Schadensersatz. Dieser setzt voraus, dass der Verkaufsprospekt nicht den Voraussetzungen der § 5, § 7 WpPG entspricht, indem es unrichtig oder unvollständig ist. Gegenstand dieser Fehler können sowohl Tatsachenbehauptungen als auch Werturteile und Prognosen sein. Unrichtig ist ein Prospekt beispielsweise, indem es einen Umstand falsch beschreibt oder durch mehrdeutige und beschönigende Aussagen einen unzutreffenden Eindruck erweckt. Unvollständig ist es, wenn es über einen Umstand nicht informiert, der für die Entscheidungsfindung des Anlegers von Bedeutung ist. Zur Unvollständigkeit des Prospekts kann es auch nach Veröffentlichung des Prospekts kommen, wenn nachträglich ein wichtiger Umstand sich ändert oder eintritt. Um dies zu vermeiden, verpflichtet § 16 WpPG dazu, solche Umstände in Form von Prospektnachträgen zu nennen. Maßstab für die Beurteilung der Fehlerhaftigkeit ist der Erwartungshorizont des allgemeinen Prospektlesers. Die Rechtsprechung sieht als solchen einen durchschnittlichen Anleger an, der eine Bilanz lesen kann, aber über keine darüber hinausgehenden Fachkenntnisse verfügt. Richtet sich der Prospekt allerdings ausdrücklich auch an unerfahrene Anleger, können die Prospektverantwortlichen nicht erwarten, dass diese Kenntnis vom Kapitalmarkt haben.
Die Haftung betrifft nach § 9 Absatz 1 Satz 1 WpPG diejenigen, die das Prospekt geschaffen haben sowie diejenigen, die für ihn in sonstiger Weise verantwortlich sind. Dies betrifft beispielsweise den Emittenten, beteiligte Banken oder Konzernmütter. Schadensersatzberechtigt ist jeder, der ein Wertpapier innerhalb von sechs Monaten nach Veröffentlichung des Prospekts erwirbt. Nach § 9 Absatz 3 WpPG beschränkt sich diese Haftung auf Wertpapiere, die im Inland oder im Rahmen einer inländischen Wertpapierdienstleistung erworben werden. Eine Haftung erfordert ferner, dass die Fehlerhaftigkeit des Prospekts für den Erwerb des Wertpapiers ursächlich ist. Nach § 12 Absatz 2 Nummer 1 WpPG wird diese Kausalität zugunsten des Anlegers vermutet, da der Gesetzgeber fürchtete, dass der Anleger die Kausalität meist nicht nachweisen könnte. Aufgrund der Vermutung muss der in Anspruch genommene nachweisen, dass der Anleger die Wertpapiere nicht aufgrund des Prospekts erworben hat. Schließlich setzt der Anspruch voraus, dass der in Anspruch genommene, die Fehlerhaftigkeit des Prospekts zu verschulden hat. Nach § 12 Absatz 1 WpPG ist dies der Fall, wenn er vorsätzlich oder grob fahrlässig gehandelt hat. Die Anforderungen, die an die Prospektverantwortlichen gestellt werden, richten sich danach, wie nahe sie dem Unternehmen standen, das die dem Prospekt zugrundeliegenden Daten herausgibt. Um dem Vorwurf der groben Fahrlässigkeit zu entgehen, führen insbesondere die den Emissionsvorgang begleitenden Banken häufig eine Due-Diligence-Prüfung beim Emittenten durch.
Liegen die Voraussetzungen des § 9 WpPG vor, ist der in Anspruch genommene verpflichtet, die Wertpapiere vom Anleger gegen Erstattung des Erwerbspreises zurückzuerwerben soweit dieser den ersten Ausgabepreis der Wertpapiere nicht überschreitet. Ferner kann der Anspruchssteller die mit dem Erwerb verbundenen üblichen Kosten ersetzt verlangen. Sofern der Erwerber nicht mehr Inhaber der Wertpapiere ist, kann er nach § 9 Absatz 2 WpPG anstelle des Erwerbspreises die Zahlung der Differenz zwischen Erwerbspreis, soweit dieser den ersten Ausgabepreis nicht überschreitet, und dem Veräußerungspreis der Wertpapiere verlangen.
Der Anspruch verjährt nach den allgemeinen Verjährungsregeln § 195 und § 199 BGB innerhalb von drei Jahren.
§ 22 WpPG erstreckt die Prospekthaftung unter bestimmten Umständen auf Prospekte, die nicht der Börsenzulassung dienen. Nach § 24 WpPG besteht ferner ein Anspruch beim Fehlen des Prospekts.

### Vermögensanlagengesetz
Eine weitere Prospekthaftung ist seit dem 1. Juni 2012 im Vermögensanlagengesetz (VermAnlG) enthalten. Dieses Gesetz löste das zum 1. Juli 2005 in Kraft getretene Verkaufsprospektgesetz ab. Der Anwendungsbereich des Vermögensanlagengesetzes ist nach § 1 Absatz 2 VermAnlG eröffnet, wenn das Prospekt sich auf Vermögensanlagen bezieht, die nicht in Wertpapieren verbrieft sind. Die Haftung ist in § 20 und § 21 VermAnlG geregelt und im Grundsatz parallel zur Haftung nach dem WpPG ausgestaltet. Anspruchsberechtigt ist, wer eine Vermögensanlage innerhalb von zwei Jahren erwirbt, nachdem sie erstmals im Inland öffentlich angeboten wurden.

### Kapitalanlagegesetzbuch
Einen weiteren Tatbestand der Prospekthaftung enthält § 306 des Kapitalanlagegesetzbuchs (KAGB). Diese Norm erfasst Prospekte, die für Fondprodukte erstellt werden. Die Haftung setzt voraus, das ein Verkaufsprospekt in Bezug auf wesentliche Informationen unrichtig oder unvollständig ist. Anders als bei der Haftung nach dem WpPG und dem VermAnlG muss der Anleger nachweisen, dass er aufgrund der Fehlerhaftigkeit des Prospekts in die Vermögensanlage investiert hat. Der Anspruch richtet sich gegen die Vermögensverwaltungsgesellschaft, gewerbsmäßige Verkäufer des Produkts sowie gegen gewerbsmäßige Verkaufsvermittler.

### Bürgerliches Gesetzbuch
Als im Bereich des grauen Kapitalmarkts keine Prospekthaftung bestand, erkannte die Rechtsprechung hierin eine Regelungslücke, die sie im Wege der Rechtsfortbildung durch eine allgemeine Prospekthaftung nach den Regeln des Bürgerlichen Gesetzbuches ausfüllte. Seitdem der Gesetzgeber in diesen Bereichen neue Gesetze schuf, die eine annähernd flächendeckende Prospekthaftung anordnen, nimmt die Bedeutung der Haftung nach dem BGB ab. Anwendung findet sie gegenwärtig in Sachverhalten, die entweder nicht von den neuen Regelungen erfasst werden oder die nach einem Rechtsstand vor der spezialgesetzlichen Prospekthaftung zu beurteilen sind.
Man unterscheidet zwei Formen der bürgerlich-rechtlichen Prospekthaftung, diejenige im weiteren und diejenige im engeren Sinn. Beide Formen beruhen auf der in § 311 BGB geregelten culpa in contrahendo. Die Prospekthaftung im engeren Sinn erlaubt die Inanspruchnahme der Prospektverantwortlichen, wenn dem Anleger ein Schaden dadurch entsteht, dass der Verkaufsprospekt fehlerhaft ist. Diese Fehlerhaftigkeit führt zu einer Haftung nach § 311 Absatz 2 BGB, da der Anleger typischerweise auf die ordnungsgemäße Erstellung des Prospekts als zentrale Informationsquelle vertraut. Diese Form der Prospekthaftung wird durch die gesetzlichen Prospekthaftungstatbestände verdrängt. Nicht verdrängt wird hingegen die Prospekthaftung im weiteren Sinn. Hierbei handelt es sich um eine Haftung für die Inanspruchnahme von besonderem Vertrauen im Rahmen von Vertragsverhandlungen.
Dem bisherigen Anwendungsbereich allgemeiner bürgerlich-rechtlicher Regeln hat das Anlegerschutzverbesserungsgesetz (AnSVG) weitgehend die Grundlage entzogen. Mit dem AnSVG wurden die Regelungen des Verkaufsprospektgesetz auf den grauen Kapitalmarkt erweitert.
Die Prospekthaftungsversicherung schützt die Initiatorenfirma von Kapitalanlagen vor einer Inanspruchnahme in Form von Prospekthaftung.

## Prospektfehler
Das Prospekt muss ein zutreffendes Bild von der angebotenen Kapitalanlage vermitteln. Dazu gehört nach der Rechtsprechung des Bundesgerichtshofs, dass sämtliche Umstände, die für die Beteiligungsentscheidung von Bedeutung sein können, richtig und vollständig dargestellt werden. Ein Prospekt ist aber nicht nur dann zu beanstanden, wenn er falsche oder unvollständige Informationen liefert. Er ist auch fehlerhaft, wenn er irreführende Darstellungen enthält. Auch wertende Aussagen müssen einen nachvollziehbaren Hintergrund haben, um nicht angreifbar zu sein. Neben diesen Kriterien spielt der Gesamteindruck des Prospekts eine Rolle; insgesamt darf er keinen unrichtigen Gesamteindruck beim Anleger über die Chancen und Risiken der Investition erwecken.

## Prospekthaftung bei Franchise-Verträgen
Zusätzlich zu der Prospekthaftung als Anlegerschutz kann, sofern bestimmte Grundlagen vorhanden sind, die Prospekthaftung auch bei Franchise-Verträgen (auch bei Verhandlungen vor Vertragsschluss gemäß dem Verpflichtetsein nach § 241 Abs. 2 BGB) greifen. Sie schützt hier den Franchise-Nehmer vor unrichtigen Angaben des Franchise-Gebers, insbesondere in dessen Standortanalyse und Rentabilitätsplan des Franchise-Systems. In dem Fall werden die Grundsätze für die Prospekthaftung des Kapitalmarktes analog angewendet.

## Rechtslage in anderen Staaten

### Schweiz
Nach Art. 156 Bundesgesetz über das Internationale Privatrecht (IPRG) wird in der Schweiz die Haftung aus der öffentlichen Ausgabe von Beteiligungspapieren und Anleihen wie folgt geregelt: „Ansprüche aus öffentlicher Ausgabe von Beteiligungspapieren und Anleihen aufgrund von Prospekten, Zirkularen und ähnlichen Bekanntmachungen können nach dem auf die Gesellschaft anwendbaren Recht oder nach dem Recht des Staates geltend gemacht werden, in dem die Ausgabe erfolgt ist“.

### Österreich
In Österreich haften gemäß § 11 KMG neben dem Emittenten auch der Prospektkontrollor, die Wiener Börse (bei dort zugelassenen Wertpapieren) oder der Abschlussprüfer gegenüber dem Anleger.